# Chidimma Adetshina
Chidimma Vanessa Onwe Adetshina, née en 2001 à Soweto en Afrique du Sud, est une mannequin sud-africaine, ayant par ses parents une double nationalité, sud-africaine et nigériane. Couronnée Miss Univers Nigeria 2024 sous les couleurs du Nigeria, après avoir dû renoncer à concourir pour le titre de Miss Afrique du Sud à la suite d’une campagne xénophobe dans ce pays d’Afrique australe, elle finit 1re dauphine à ce concours Miss Univers 2024 remporté par la danoise Victoria Kjær Theilvig. Au delà des frontières et des réactions xénophobes, elle y est la candidate la mieux classée pour le continent africain.

## Biographie

### Faille et origine
Chidimma Vanessa Onwe Adetshina est née en 2001 à Soweto d'un père nigérian et d'une mère sud-africaine. Son père est d'origine igbo et sa mère est une Mozambicaine naturalisée sud-africaine,.Chidimma Adetshina grandit au Cap, en disposant de la double nationalité, sud-africaine et nigériane.   
En 2024, elle est étudiante en droit. 
Mais sa participation au concours de Miss Afrique du Sud provoque un tollé, à la suite de sa qualification pour la finale, notamment sur les réseaux sociaux,, révélant la force d'un courant xénophobe dans ce pays d'Afrique australe sur les immigrés africains s'y installant,,,. 

### Polémique sur sa nationalité et origine
Le pouvoir politique sud-africain rebondit sur cette campagne xénophobe. Le ministre des sports, des arts et de la culture, Gayton McKenzi, fondateur et dirigeant du parti de l'Alliance Patriotique (membre de la coalition d'unité nationale au pouvoir en Afrique du Sud avec notamment l'ANC et l'Alliance démocratique) affirme que Chidimma Adetshina ne peut s'être qualifiée pour la phase finale de sélection de Miss Afrique du Sud, ses parents n'étant pas sud-africains. Le ministre de l’intérieur sud-africain, Leon Schreiber, membre de l'Alliance démocratique, indique par ailleurs qu'une enquête est en cours par ses services, sur une éventuelle fraude de la mère de Chidimma Adetshina qui pourrait avoir volé l’identité d’une Sud-Africaine pour obtenir la nationalité sud-africaine. Les organisateurs du concours de Miss Afrique du Sud s'adressent au ministère de l'intérieur pour demander des éclaircissements sur la citoyenneté de Chidimma Adetshina. 

### Retrait de la compétition de Miss Afrique du Sud
Chidimma Adetshina décide alors de se retirer devant l'ampleur prise par cette campagne lui niant une nationalité sud-africaine,.

### Première  dauphine du concours Miss Monde
À la suite de ce retrait, l'organisateur (pour la sélection nigériane) d’une autre compétition, concurrente de Miss Monde, Miss Univers, propose une participation à la jeune femme au concours nigérian de Miss Univers,, concours qu'elle remporte, se qualifiant ainsi pour représenter ce pays d'Afrique de l'Ouest dans la finale mondiale de Miss Univers, au Mexique, à l'automne,. Elle fait ainsi un pied de nez symbolique à la fois au concours Miss Monde et au climat xénophobe en Afrique du Sud, tout en continuant à renforcer sa notoriété. Elle se classe à la seconde place mondiale, 1re dauphine, derrière la jeune femme qui remporte ce concours, une danoise,.